# Richard Domba Mady
Richard Domba Mady (Aba, 10 januari 1953 – Kinshasa, 3 juli 2021) was een Congolees rooms-katholiek bisschop.
Hij werd in 1980 tot priester gewijd. Hij werd in 1994 benoemd tot bisschop van Doruma-Dungu als opvolger van Emile Aiti Waro Leru’a, die zelf in 1989 was benoemd tot bisschop van Isiro-Niangara. Hij werd in zijn bisdom geconfronteerd met de gevolgen van het optreden van gewapende rebellengroepen (LRA, Mbororo en SPLA) in de provincie Haut-Uele.
Richard Domba Mady overleed op 68-jarige leeftijd.